# William Goyen
William Goyen (1915 –  1983) fue un narrador y cuentista de Estados Unidos.

## Biografía
William Goyen nació en 1915 en Trinity, Texas. Su apellido es de origen vasco. Vivió un tiempo en California y Nueva York y posteriormente viajó a Europa. De regreso, enseñó escritura en las universidades de Princeton y Columbia.
Su primera novela fue La casa del aliento, publicada en 1950. A ella le siguió el libro de relatos titulado Los fantasmas y la carne, de 1950, y otras novelas más como Come, the Restorer (1974) y Arcadio (1983).
En 1963 Goyen contrajo matrimonio con la actriz de cine y televisión Doris Roberts.

## Obra
Goyen fue una de las voces literarias más destacadas y originales de su tiempo. [cita requerida] Se lo ha comparado con otros escritores del sur de los Estados Unidos como William Faulkner, Carson McCullers, Flannery O'Connor o Tennessee Williams, todos ellos englobados dentro del así llamado  "gótico sureño" ("southern gothic"). [cita requerida]

### En castellano
- Arcadio, Versal, 1991 ISBN 978-84-7876-059-6
- La casa del aliento, Cátedra, 1993 ISBN 978-84-376-1134-1
- Los fantasmas y la carne, Lumen, 1969 ISBN 978-84-264-1042-9
- La misma sangre y otros cuentos, traducción y posfacio de Esther Cross, Buenos Aires, Editorial La Compañía, 2008; y Madrid, Páginas de Espuma, 2011, ISBN 978-84-8393-080-9
- Ángeles y hombres, traducción de Esther Cross, posfacio de Marcelo Figueras, Buenos Aires, Editorial La Compañía, 2009.
- Cuentos completos, Seix Barral, 2012, ISBN 978-84-322-0966-6